# Europsko prvenstvo u košarci – Turska 1959.
Europsko prvenstvo u košarci 1959. godine održalo se u Istanbulu od 21. do 31. svibnja 1959. godine.
Hrvatski igrači koji su igrali za reprezentaciju Jugoslavije: Branko Radović i Nemanja Đurić.
Najviše koševa po utakmici postigao je Radivoj Korać, u prosjeku 27,6, a jugoslavenska košarkaška reprezentacija je zauzela 9. mjesto.